# Mohélibulbyl
Mohélibulbyl (Hypsipetes moheliensis) är en starkt utrotningshotad fågel i familjen bulbyler som förekommer på en enda ö i Indiska oceanen.

## Utseende och läten
Mohélibulbylen är en stor (25 cm), olivgrå bulbyl med lösa och spetsiga fjädrar på den svartaktiga hjässan som den kan resa som en tofs. Den är lik karthalabulbylen som den tidigare ansågs utgöra en underart till, men har tydligt mörkare gråbrun undersida med endast litet eller inget inslag av vitt på buken, djupare röd näbb och tydligt större storlek. Även sången skiljer sig något genom att vara mörkare med raspigare och mindre gurglande toner.

## Utbredning och systematik
Fågeln återfinns i höglänt terräng på ön Mohéli i Komorerna. Tidigare betraktades den som en underart till karthalabulbyl (H. parvirostris), men urskiljs numera allmänt som egen art.

## Status
Mohélibulbylen förekommer endast på en enda liten ö. Världspopulationen uppskattas till under 2500 vuxna individer och arten tros minska i antal till följd av habitatförstörelse. IUCN kategoriserar den därför som starkt hotad.